# Grün-Weiß Ilsenburg
Der FSV Grün-Weiß Ilsenburg ist ein deutscher Fußballverein aus Ilsenburg (Harz) im Landkreis Harz. Heimstätte ist der Sportplatz Eichholz. Der Club aus Sachsen-Anhalt steht in der Tradition des VfB Ilsenburg sowie der BSG Stahl Ilsenburg.

## Verein

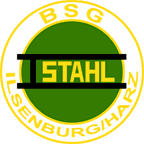
Historisches Logo der BSG Stahl

Grün-Weiß Ilsenburg wurde im Jahr 1912 unter der Bezeichnung VfB Ilsenburg gegründet. Der Club agierte bis 1945 innerhalb des mitteldeutschen Fußballs stets unterklassig, etwaige Teilnahmen an der Gauliga Mitte fanden nicht statt.
1945 wurde der Verein aufgelöst und als SG Ilsenburg neu gegründet. In der Folgezeit vollzog die lose Sportgruppe ab 1951 mit dem Einstieg der Sportvereinigung STAHL sowie des ortsansässigen Kupferwerkes eine erneute Umbenennung in BSG Stahl Ilsenburg, deren Namen sie bis 1992 trug.
Auf sportlicher Ebene war die SG Ilsenburg in der Spielzeit 1947/48 kurzzeitig im Spielbetrieb der LL Sachsen-Anhalt (SBZ) vertreten, war jedoch im Kampf um den Klassenerhalt chancenlos. Erst 1968 gelang dem Verein aus dem Harz nach einem 4:2-Sieg über die zweite Vertretung von Motor/Vorwärts Oschersleben der erstmalige Aufstieg in die drittklassige Bezirksliga Magdeburg. Die Bezirksliga hielt Stahl Ilsenburg, mit kurzzeitigen Unterbrechungen, bis zur Auflösung des ostdeutschen Spielbetriebes im Jahr 1991. Das Magdeburger Pokalfinale erreichte Stahl Ilsenburg in den Spielzeiten 1972/73 und 1988/89, unterlag in beiden Finalspielen Motor Schönebeck und Motor Wernigerode.
Der später in der DDR-Oberliga für den 1. FC Union Berlin aktive Klaus Papies begann seine Laufbahn als Fußballspieler 1959 bei der BSG Stahl Ilsenburg. Innerhalb der zentralen Sportvereinigung Stahl wechselte er 1964 zur BSG Stahl Hennigsdorf. 
Mit dem Ausstieg des Trägerbetriebes vollzog der Verein eine erneute Umbenennung in Grün-Weiß Ilsenburg, der Club agiert seitdem ausnahmslos unterklassig.

## Statistik
- Teilnahme LL Sachsen-Anhalt (SBZ): 1947/48
- Teilnahme Bezirksliga Magdeburg: 1968/69 bis 1980/81, 1984/85 bis 1990/91